# 题雁塔
题雁塔，位于中国广东省茂名市化州市长岐镇西湾村，为化州市文物保护单位，类型为古建筑，公布时间为1986年7月。
题雁塔的历史年代为清代。